# Tercera División de Chile 2005
El Torneo Nacional de Tercera División de Chile de 2005 fue disputado por 31 equipos de todo el país, con jugadores nacionales menores de 23 años, razón por la cual el torneo, en todas sus ediciones, es conocido como Torneo Nacional Sub-23. 
El Campeonato se jugó entre abril y diciembre de 2005, en dos torneos. Entregó un cupo de ascenso a la Primera B, obtenido por Curicó Unido, campeón del Torneo, y, dado que no existe una división inferior, no se ha consideró descenso. 

## Movimientos divisionales
| Pos | a Primera B de Chile 2005 |
| --- | ------------------------- |
| 1º  | Ñublense (Campeón)        |

| Pos | Aceptados en Tercera División de Chile 2005 |
| --- | ------------------------------------------- |
| -   | Deportes Brasil                             |
| -   | Deportes Pehuenche                          |
| -   | Instituto Nacional                          |

| Pos      | a Asociación de Origen |
| -------- | ---------------------- |
| 4º (LAN) | Unión Flor Star        |
| 5º (ZCS) | Lautaro de Buin        |
| 8º (ZS)  | Deportes Laja          |
| 9º (ZN)  | Defensor Casablanca    |

| Pos      | Abandono de la Competencia.        |
| -------- | ---------------------------------- |
| -        | Deportes Pehuenche (Retiro)        |
| -        | Deportes Concón (Retiro)           |
| 6º (ZS)  | Huachipato B (Filial) (Receso)     |
| 8º (ZN)  | Municipal Nogales Melón (Disuelto) |
| 8º (ZCS) | Deportes San Bernardo (Disuelto)   |

## Equipos participantes
| Equipo                         | Ciudad                     |
| ------------------------------ | -------------------------- |
| Barnechea                      | Lo Barnechea               |
| Colchagua                      | San Fernando               |
| Constitución Unido             | Constitución               |
| Corporación Municipal de Ñuñoa | Ñuñoa                      |
| Curicó Unido                   | Curicó                     |
| Deportes Brasil                | Putaendo                   |
| Deportes Concón                | Con Con                    |
| Deportes Linares               | Linares                    |
| Deportes Pehuenche             | San Clemente               |
| Deportes Quilicura             | Quilicura                  |
| Deportes Santa Cruz            | Santa Cruz                 |
| Deportes Valdivia              | Valdivia                   |
| Deportivo Arellano             | San Miguel                 |
| Deportivo Luis Musrri          | Mallarauco                 |
| Ferroviarios de Chile          | Estación Central           |
| General Velásquez              | San Vicente de Tagua Tagua |
| Hosanna                        | La Pintana                 |
| Iberia                         | Los Ángeles                |
| Instituto Nacional             | Vitacura                   |
| Juventud Puente Alto           | Puente Alto                |
| Luis Matte Larraín             | Puente Alto                |
| Malleco Unido                  | Angol                      |
| Municipal Iquique              | Iquique                    |
| Municipal Limache              | Limache                    |
| Rengo Unido                    | Rengo                      |
| San Antonio Unido              | San Antonio                |
| Santa Fe                       | Padre Hurtado              |
| Trasandino                     | Los Andes                  |
| Unión Quilpué                  | Quilpué                    |
| Universidad Católica B         | Las Condes                 |
| Universidad de Chile B         | Nuñoa                      |

## Torneo de apertura

### Primera fase

#### Zona Sur

##### Grupo 1
| Pos | Equipo            | Pts | PJ | G | E | P | GF | GC | DIF |
| --- | ----------------- | --- | -- | - | - | - | -- | -- | --- |
| 1   | Malleco Unido     | 10  | 4  | 3 | 1 | 0 | 6  | 2  | +4  |
| 2   | Iberia            | 5   | 4  | 1 | 2 | 1 | 4  | 4  | 0   |
| 3   | Deportes Valdivia | 1   | 4  | 0 | 1 | 3 | 3  | 7  | -4  |

##### Grupo 2
| Pos | Equipo             | Pts | PJ | G | E | P | GF | GC | DIF |
| --- | ------------------ | --- | -- | - | - | - | -- | -- | --- |
| 1   | Curicó Unido       | 18  | 6  | 6 | 0 | 0 | 21 | 8  | +13 |
| 2   | Deportes Linares   | 12  | 6  | 4 | 0 | 2 | 23 | 8  | +15 |
| 3   | Constitución Unido | 6   | 6  | 2 | 0 | 4 | 9  | 13 | -4  |
| 4   | Deportes Pehuenche | 0   | 6  | 0 | 0 | 6 | 7  | 31 | -24 |

#### Zona Centro Sur

##### Grupo 3
| Pos | Equipo              | Pts | PJ | G | E | P | GF | GC | DIF |
| --- | ------------------- | --- | -- | - | - | - | -- | -- | --- |
| 1   | Deportes Santa Cruz | 16  | 6  | 5 | 1 | 0 | 13 | 2  | +11 |
| 2   | General Velásquez   | 8   | 6  | 2 | 2 | 2 | 8  | 12 | -4  |
| 3   | Colchagua           | 7   | 6  | 1 | 4 | 1 | 9  | 7  | +2  |
| 4   | Rengo Unido         | 1   | 6  | 0 | 1 | 5 | 1  | 10 | -9  |

##### Grupo 4
| Pos | Equipo               | Pts | PJ | G | E | P | GF | GC | DIF |
| --- | -------------------- | --- | -- | - | - | - | -- | -- | --- |
| 1   | Hosanna              | 12  | 4  | 4 | 0 | 0 | 12 | 1  | +11 |
| 2   | Luis Matte Larraín   | 4   | 4  | 1 | 1 | 2 | 4  | 8  | -4  |
| 3   | Juventud Puente Alto | 1   | 4  | 0 | 4 | 3 | 4  | 11 | -7  |

#### Zona Centro Norte

##### Grupo 5
| Pos | Equipo             | Pts | PJ | G | E | P | GF | GC | DIF |
| --- | ------------------ | --- | -- | - | - | - | -- | -- | --- |
| 1   | Barnechea          | 18  | 6  | 6 | 0 | 0 | 18 | 7  | +11 |
| 2   | Univ. Católica B   | 10  | 6  | 3 | 1 | 2 | 16 | 8  | +8  |
| 3   | Santa Fe           | 4   | 6  | 1 | 1 | 4 | 9  | 18 | -9  |
| 4   | Deportivo Arellano | 2   | 6  | 0 | 2 | 4 | 7  | 17 | -10 |

##### Grupo 6
| Pos | Equipo                | Pts | PJ | G | E | P | GF | GC | DIF |
| --- | --------------------- | --- | -- | - | - | - | -- | -- | --- |
| 1   | Instituto Nacional    | 14  | 6  | 4 | 2 | 0 | 15 | 3  | +12 |
| 2   | Deportivo Luis Musrri | 10  | 6  | 3 | 1 | 2 | 11 | 5  | +6  |
| 3   | Deportes Quilicura    | 7   | 6  | 2 | 1 | 3 | 5  | 10 | -5  |
| 4   | Ferroviarios          | 3   | 6  | 1 | 0 | 5 | 5  | 18 | -13 |

#### Zona Centro

##### Grupo 7
| Pos | Equipo                         | Pts | PJ | G | E | P | GF | GC | DIF |
| --- | ------------------------------ | --- | -- | - | - | - | -- | -- | --- |
| 1   | Trasandino                     | 13  | 6  | 4 | 1 | 1 | 14 | 5  | +9  |
| 2   | Corporación Municipal de Nuñoa | 11  | 6  | 3 | 2 | 1 | 19 | 10 | +9  |
| 3   | Univ. de Chile B               | 7   | 6  | 2 | 1 | 3 | 10 | 12 | -2  |
| 4   | Deportes Brasil                | 2   | 6  | 0 | 2 | 4 | 6  | 22 | -16 |

##### Grupo 8
| Pos | Equipo            | Pts | PJ | G | E | P | GF | GC | DIF |
| --- | ----------------- | --- | -- | - | - | - | -- | -- | --- |
| 1   | Municipal Limache | 14  | 6  | 4 | 2 | 0 | 13 | 7  | +12 |
| 2   | Deportes Concón   | 9   | 6  | 2 | 3 | 1 | 9  | 8  | -1  |
| 3   | Unión Quilpué     | 9   | 6  | 2 | 3 | 1 | 9  | 8  | -1  |
| 4   | San Antonio Unido | 0   | 6  | 0 | 0 | 6 | 10 | 18 | -8  |

|  | Clasifica a la Segunda fase. |

### Segunda fase
Los clubes clasificados se enfrentaron entre sí con el sistema de play-offs para clasificar a la tercera fase.
|  | Deportes Linares | 4:1 | Malleco Unido |  |  |

|  | Malleco Unido | 2:5 | Deportes Linares |  |  |

Marcador agregado 9–3. Deportes Linares avanza a la tercera fase.

|  | Univ. Católica B | 0:0 | Instituto Nacional |  |  |

|  | Instituto Nacional | 3:5 | Univ. Católica B |  |  |

Marcador agregado 5–3. Universidad Católica B avanza a la tercera fase.

|  | Deportivo Luis Musrri | 3:2 | Barnechea |  |  |

|  | Barnechea | 3:1 | Deportivo Luis Musrri |  |  |

Marcador agregado 6–4. Barnechea avanza a la tercera fase.

|  | General Velásquez | 0:0 | Hosanna |  |  |

|  | Hosanna | 1:1 | General Velásquez |  |  |

Marcador agregado 1–1. General Velásquez avanza a la tercera fase mediante lanzamientos penales (5-4)Pen.

|  | Luis Matte Larraín | 1:1 | Deportes Santa Cruz |  |  |

|  | Deportes Santa Cruz | 4:0 | Luis Matte Larraín |  |  |

Marcador agregado 5–1. Deportes Santa Cruz avanza a la tercera fase.

|  | Corporación Municipal de Ñuñoa | 1:1 | Municipal Limache |  |  |

|  | Municipal Limache | 2:2 | Corporación Municipal de Ñuñoa |  |  |

Marcador agregado 3–3. Municipal Limache avanza a la tercera fase.

|  | Iberia | 1:0 | Curicó Unido |  |  |

|  | Curicó Unido | 1:0 | Iberia |  |  |

Marcador agregado 1–1. Iberia avanza a la tercera fase mediante lanzamiento penales (8-7) pen.

|  | Unión Quilpué | 1:1 | Trasandino |  |  |

|  | Trasandino | 0:1 | Unión Quilpué |  |  |

Marcador agregado 2–1. Unión Quilpué avanza a la tercera fase.

### Tercera fase
Los clubes clasificados se enfrentaron entre sí con el sistema de Play-offs para determinar los equipos bonificados, los ganadores reciben +3 puntos para el torneo oficial y clasifican para la segunda fase; los perdedores obtienen +1 punto.
|  | Deportes Santa Cruz | 4:1 | General Velásquez |  |  |

|  | General Velásquez | 0:1 | Deportes Santa Cruz |  |  |

Marcador agregado 5–1. Deportes Santa Cruz recibe +3 pts.

|  | Iberia | 2:0 | Deportes Linares |  |  |

|  | Deportes Linares | 2:2 | Iberia |  |  |

Marcador agregado 4–2. Iberia recibe +3 pts.

|  | Union Quilpué | 1:0 | Municipal Limache |  |  |

|  | Municipal Limache | 0:1 | Union Quilpué |  |  |

Marcador agregado 2–0. Unión Quilpué recibe +3 pts.

|  | Barnechea | 3:4 | Univ. Católica B |  |  |

|  | Univ. Católica B | 4:3 | Barnechea |  |  |

Marcador agregado 8–6. Universidad Católica recibe +3 pts.

## Torneo oficial
Participaron para el Torneo Oficial 2005, un total de 30 clubes distribuidos en 6 grupos de 5 equipos respectivamente.
Clasificaron los 5 primeros equipos de cada grupo para jugar la segunda fase.
Municipal Iquique volvió a la competición, en cambio Deportes Pehuenche renunció a ella.

### Primera fase

#### Zona Sur
| Pos | Equipo             | Pts | PJ | G | E | P | GF | GC | DIF |
| --- | ------------------ | --- | -- | - | - | - | -- | -- | --- |
| 1   | Deportes Linares   | 18  | 8  | 5 | 2 | 1 | 17 | 8  | +9  |
| 2   | Iberia             | 14  | 8  | 3 | 2 | 3 | 14 | 9  | +5  |
| 3   | Malleco Unido      | 12  | 8  | 3 | 3 | 2 | 8  | 5  | +3  |
| 4   | Deportes Valdivia  | 11  | 8  | 3 | 2 | 3 | 12 | 13 | -1  |
| 5   | Constitución Unido | 3   | 0  | 3 | 5 | 3 | 6  | 22 | -16 |

#### Zona Centro Sur
| Pos | Equipo              | Pts | PJ | G | E | P | GF | GC | DIF |
| --- | ------------------- | --- | -- | - | - | - | -- | -- | --- |
| 1   | Curicó Unido        | 18  | 8  | 6 | 1 | 1 | 19 | 8  | +11 |
| 2   | General Velásquez   | 16  | 8  | 4 | 3 | 1 | 16 | 11 | +5  |
| 3   | Colchagua           | 12  | 8  | 3 | 3 | 2 | 11 | 7  | +4  |
| 4   | Deportes Santa Cruz | 12  | 8  | 2 | 3 | 3 | 9  | 11 | -2  |
| 5   | Rengo Unido         | 0   | 0  | 0 | 0 | 8 | 2  | 20 | -18 |

#### Zona Cordillera
| Pos | Equipo               | Pts | PJ | G | E | P | GF | GC | DIF |
| --- | -------------------- | --- | -- | - | - | - | -- | -- | --- |
| 1   | Hosanna              | 20  | 8  | 6 | 2 | 0 | 26 | 9  | +17 |
| 2   | Juventud Puente Alto | 11  | 8  | 3 | 2 | 3 | 17 | 16 | +1  |
| 3   | Deportes Quilicura   | 10  | 8  | 3 | 1 | 4 | 14 | 13 | +1  |
| 4   | Luis Matte Larraín   | 10  | 8  | 3 | 1 | 4 | 15 | 20 | -5  |
| 5   | Deportivo Arellano   | 6   | 8  | 2 | 0 | 6 | 9  | 23 | -14 |

#### Zona Centro
| Pos | Equipo                         | Pts | PJ | G | E | P | GF | GC | DIF |
| --- | ------------------------------ | --- | -- | - | - | - | -- | -- | --- |
| 1   | Corporación Municipal de Ñuñoa | 19  | 8  | 6 | 1 | 1 | 24 | 9  | +15 |
| 2   | San Antonio Unido              | 16  | 8  | 5 | 2 | 1 | 17 | 11 | +6  |
| 3   | Univ. de Chile B               | 13  | 8  | 4 | 1 | 3 | 18 | 12 | +6  |
| 4   | Deportivo Luis Musrri          | 7   | 7  | 2 | 1 | 4 | 14 | 15 | -1  |
| 5   | Santa Fe                       | 0   | 7  | 0 | 0 | 7 | 3  | 32 | -29 |

#### Zona Centro Norte
| Pos | Equipo             | Pts | PJ | G | E | P | GF | GC | DIF |
| --- | ------------------ | --- | -- | - | - | - | -- | -- | --- |
| 1   | Instituto Nacional | 20  | 8  | 6 | 2 | 0 | 23 | 8  | +15 |
| 2   | Municipal Iquique  | 14  | 8  | 4 | 4 | 2 | 15 | 8  | 7   |
| 3   | Univ. Católica B   | 13  | 8  | 3 | 1 | 4 | 9  | 9  | 0   |
| 4   | Barnechea          | 12  | 8  | 2 | 5 | 1 | 13 | 17 | -4  |
| 5   | Ferroviarios       | 0   | 8  | 0 | 0 | 8 | 5  | 33 | -28 |

#### Zona Norte
| Pos | Equipo            | Pts | PJ | G | E | P | GF | GC | DIF |
| --- | ----------------- | --- | -- | - | - | - | -- | -- | --- |
| 1   | Trasandino        | 19  | 8  | 6 | 1 | 1 | 19 | 9  | +10 |
| 2   | Municipal Limache | 16  | 8  | 5 | 0 | 3 | 21 | 14 | +7  |
| 3   | Union Quilpué     | 16  | 8  | 4 | 1 | 3 | 13 | 11 | +2  |
| 4   | Deportes Concón   | 6   | 8  | 2 | 0 | 6 | 7  | 11 | -4  |
| 5   | Deportes Brasil   | 6   | 8  | 2 | 0 | 6 | 7  | 22 | -15 |

- Nota: Deportes Concón se retiró terminada la fase de grupos.

|  | Clasificado a la Segunda fase. |

### Segunda fase
Los cuatro equipos clasificados por grupo volvieron a jugar entre sí bajo el formato todos contra todos, el equipo ganador clasifica al hexagonal final.

#### Zona Sur
| Pos | Equipo            | Pts | PJ | G | E | P | GF | GC | DIF |
| --- | ----------------- | --- | -- | - | - | - | -- | -- | --- |
| 1   | Iberia            | 14  | 6  | 4 | 2 | 0 | 11 | 3  | +8  |
| 2   | Deportes Linares  | 12  | 6  | 3 | 3 | 0 | 11 | 4  | +7  |
| 3   | Malleco Unido     | 3   | 6  | 0 | 3 | 3 | 3  | 11 | -8  |
| 4   | Deportes Valdivia | 2   | 6  | 0 | 2 | 4 | 6  | 13 | -7  |

#### Zona Centro Sur
| Pos | Equipo              | Pts | PJ | G | E | P | GF | GC | DIF |
| --- | ------------------- | --- | -- | - | - | - | -- | -- | --- |
| 1   | Curicó Unido        | 16  | 6  | 5 | 1 | 0 | 15 | 7  | +8  |
| 2   | Colchagua           | 9   | 6  | 3 | 0 | 3 | 10 | 12 | +2  |
| 3   | General Velásquez   | 7   | 6  | 2 | 1 | 3 | 12 | 13 | -1  |
| 4   | Deportes Santa Cruz | 2   | 6  | 0 | 2 | 4 | 9  | 14 | -5  |

#### Zona Cordillera
| Pos | Equipo               | Pts | PJ | G | E | P | GF | GC | DIF |
| --- | -------------------- | --- | -- | - | - | - | -- | -- | --- |
| 1   | Hosanna              | 14  | 6  | 4 | 2 | 0 | 15 | 2  | +13 |
| 2   | Deportes Quilicura   | 7   | 6  | 2 | 1 | 3 | 11 | 8  | +3  |
| 3   | Luis Matte Larraín   | 7   | 6  | 2 | 1 | 3 | 6  | 13 | -7  |
| 4   | Juventud Puente Alto | 6   | 6  | 2 | 0 | 4 | 10 | 19 | -9  |

#### Zona Centro
| Pos | Equipo                         | Pts | PJ | G | E | P | GF | GC | DIF |
| --- | ------------------------------ | --- | -- | - | - | - | -- | -- | --- |
| 1   | San Antonio Unido              | 13  | 6  | 4 | 1 | 1 | 19 | 10 | +9  |
| 2   | Corporación Municipal de Ñuñoa | 12  | 6  | 4 | 0 | 2 | 18 | 8  | +10 |
| 3   | Universidad de Chile B         | 8   | 6  | 2 | 2 | 2 | 10 | 17 | -7  |
| 4   | Deportivo Luis Musrri          | 1   | 6  | 0 | 1 | 5 | 6  | 18 | -12 |

#### Zona Centro Norte
| Pos | Equipo                 | Pts | PJ | G | E | P | GF | GC | DIF |
| --- | ---------------------- | --- | -- | - | - | - | -- | -- | --- |
| 1   | Universidad Católica B | 13  | 6  | 4 | 1 | 1 | 14 | 11 | +3  |
| 2   | Municipal Iquique      | 9   | 6  | 2 | 3 | 1 | 9  | 7  | +2  |
| 3   | Instituto Nacional     | 5   | 6  | 1 | 2 | 3 | 7  | 7  | 0   |
| 4   | Barnechea              | 5   | 6  | 1 | 2 | 3 | 6  | 11 | -5  |

| Pos | Equipo            | Pts | PJ | G | E | P | GF | GC | DIF |
| --- | ----------------- | --- | -- | - | - | - | -- | -- | --- |
| 1   | Trasandino        | 13  | 6  | 4 | 1 | 1 | 21 | 6  | +15 |
| 2   | Unión Quilpué     | 12  | 6  | 4 | 0 | 2 | 14 | 7  | +7  |
| 3   | Municipal Limache | 10  | 6  | 3 | 1 | 2 | 16 | 8  | -8  |
| 4   | Deportes Brasil   | 0   | 6  | 0 | 0 | 6 | 5  | 35 | -30 |

|  | Clasificado a la Fase final. |

### Hexagonal Final
| Pos | Equipo            | Pts | PJ | G | E | P | GF | GC | DIF |
| --- | ----------------- | --- | -- | - | - | - | -- | -- | --- |
| 1   | Curicó Unido      | 24  | 10 | 8 | 0 | 2 | 17 | 8  | +9  |
| 2   | Trasandino        | 23  | 10 | 7 | 2 | 1 | 22 | 10 | +12 |
| 3   | Hosanna           | 15  | 10 | 5 | 0 | 5 | 16 | 14 | +2  |
| 4   | Iberia            | 11  | 10 | 3 | 2 | 5 | 17 | 18 | -1  |
| 5   | San Antonio Unido | 6   | 10 | 1 | 3 | 6 | 15 | 21 | -6  |
| 6   | Municipal Iquique | 6   | 10 | 1 | 3 | 6 | 11 | 27 | -16 |

## Campeón
| Campeón Curicó Unido          |
| Asciende a Primera B de Chile |